# Homem de Altamura

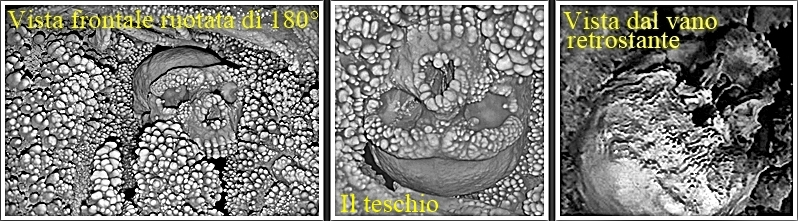
Imagens do fóssil

O Homem de Altamura é um fóssil do gênero Homo descoberto em 1993 em um karst na Caverna de Lamalunga, perto da cidade de Altamura, Itália.
Notavelmente bem preservado, mas embutido em estalagmites e coberto por uma espessa camada de calcita, o achado foi deixado in loco, a fim de evitar danos. A pesquisa durante os vinte anos seguintes baseou-se principalmente nas observações documentadas no local. Consequentemente, os especialistas permaneceram relutantes em concordar com uma idade conclusiva nem houve consenso sobre as espécies a que pertencia.
Somente depois que um fragmento da escápula direita (omoplata) foi recuperado foi possível produzir uma datação precisa do indivíduo, uma análise e diagnóstico de suas características morfológicas, e uma caracterização paleogenética preliminar. Em um artigo publicado em 2015 no Journal of Human Evolution, foi anunciado que o fóssil era um Neandertal, e a datação do calcita revelou que os ossos têm entre 128.000 e 187.000 anos de idade.
O Homem de Altamura é um dos esqueletos paleolíticos mais completos já descobertos na Europa como "até mesmo os ossos dentro do nariz ainda estão lá" e a partir de 2016 representa a amostra mais antiga do DNA neandertal a ter sido sequenciada com sucesso.